# Loubnitsa
Loubnitsa (en macédonien Лубница) est un village du sud-est de la Macédoine du Nord, situé dans la municipalité de Kontché. Le village comptait 361 habitants en 2002.

## Démographie
Lors du recensement de 2002, le village comptait :
- Macédoniens : 359
- Serbes : 1
- Autres : 1